# Lycanthropus
Lycanthropus è un film italiano del 1961 diretto da Paolo Heusch.
Si tratta di uno dei rari film italiani sui lupi mannari.

## Trama
In un collegio femminile, situato nei pressi di un bosco, una ragazza viene trovata morta dilaniata. Iniziano le indagini da parte della polizia ipotizzando che si tratti di lupi mannari. Dopo l'aggressione ai danni di un'altra ragazza che riconosce nell'aggressore il direttore del collegio e dopo l'omicidio della signora Whiteman, la polizia brancola nel buio. Solo al termine si individuerà l'aggressore proprio nel direttore del collegio, affetto da licantropia. Solo la dottoressa McDonalds, operante nell'istituto e sua amante, conosceva il segreto ed era riuscita a mettere a punto un antidoto per riportare l'uomo alla condizione di normalità, evitando che egli venisse scoperto. Era stata lei, inoltre, a uccidere la signora Whiteman, testimone scomoda della licantropia dell'uomo e delle azioni della dottoressa.

## Produzione e distribuzione
Il film è stato girato a Roma, presso gli studi di Cinecittà. Debuttò nei cinema italiani il 9 novembre 1961, mentre in quelli americani il 6 giugno 1963, distribuito dalla  col titolo Werewolf in a Girls' Dormitory. Gli incassi in Italia sono stati pari a 115 milioni di lire.

## Curiosità
Il regista Paolo Heusch è accreditato con lo pseudonimo Richard Benson, omonimo del musicista romano.